# Volkswagen GTI Roadster
Volkswagen GTI Roadster je športni konceptni avto, ki ga je Volkswagen izdelal leta 2014. 

## Razvoj
Konceptni avto, predstavljen na sejmu Worthersee Treffen 2014, je nastal iz drugega prototipa, Vision GTI, rojenega na tekmovanju, ki je nastalo za mlade oblikovalce Volkswagna in ga je želel vodja slovaškega sloga Wolfsburg, Klaus Bischoff: to je odgovor na povabilo Sony za resnično uresničitev Volkswagna, ki je praznoval prvih petnajst let simulatorja vožnje Gran Turismo, ki je zdaj v šesti izdaji.

## Tehnika
Vozilo, kot je razvidno iz imena, je bilo v konfiguraciji roadsterja, opremljeno z okvirjem, ki ga tvorita dve lupini iz ogljikovih vlaken, ločeni z osrednjim elementom. Na osnovi prečne modularne platforme MQB (Modular Querbaukasten) je bil GTI Roadster Vision opremljen s 3,0 VR6 TSI motorjem z dvojnim turbopolnilnikom z močjo 503 KM s 560 N · m navora, ki ga upravlja menjalnik z dvojno sklopko DSG z 7 prestavami; to je omogočilo pospeševanje od 0 do 100 km/h v 3,6 sekunde, z največjo hitrostjo 310 km/h. Tip 4Motion je pogon na vsa kolesa, medtem ko so pnevmatike 235/35 spredaj in 275/30 zadaj prejele 20 "športna platišča.

## Sorodni elementi
- Gran Turismo 6
- Gran Turismo Sport

## Drugi projekti
- Wikimedia Commons contiene immagini o altri file sulla Volkswagen GTI Roadster Vision Gran Turismo